# John Lawrence May
John Lawrence May (Evanston, 31 marzo 1922 – Saint Louis, 24 marzo 1994) è stato un arcivescovo cattolico statunitense.

## Biografia
Monsignor John Lawrence May nacque a Evanston, Illinois, il 31 marzo 1922 da Peter Michael e Catherine (nata Allare) May. Era di origini lussemburghesi.

### Formazione e ministero sacerdotale
Ricevette la sua prima educazione alla scuola parrocchiale della chiesa di San Nicola nella sua città natale e frequentò il seminario preparatorio "Archbishop Quigley" di Chicago dove si diplomò nel 1940. Compì gli studi teologici al seminario "St. Mary of Lake" di Mundelein dove conseguì la licenza in sacra teologia.
Il 3 maggio 1947 fu ordinato presbitero per l'arcidiocesi di Chicago dal cardinale Samuel Alphonsus Stritch. Il suo primo incarico fu di curato della chiesa di San Gregorio a Chicago, dove rimase fino a quando divenne cappellano del Mercy Hospital nel 1956. Dal 1959 al 1967 fu vicepresidente e segretario generale della Catholic Church Extension Society, un'organizzazione nazionale di raccolta fondi che sostiene e rafforza le diocesi missionarie povere negli Stati Uniti. Divenne presidente della stessa nel 1967. Insegnò alla St. Gregory the Great High School e Loyola University Chicago. Lavorò anche nel tribunale matrimoniale arcidiocesano.

### Ministero episcopale
Il 16 giugno 1967 papa Paolo VI lo nominò vescovo ausiliare di Chicago e titolare di Tagarbala. Ricevette l'ordinazione episcopale il 24 agosto successivo nella cattedrale del Santo Nome di Chicago dal cardinale John Patrick Cody, arcivescovo metropolita di Chicago, coconsacranti il vescovo di Madison Cletus Francis O'Donnell e il vescovo ausiliare di Chicago Aloysius John Wycislo. Oltre ai suoi doveri episcopali, fu anche parroco della chiesa di Cristo Re di Chicago.
Il 29 settembre 1969 papa Paolo VI lo nominò vescovo di Mobile. Prese possesso della diocesi il 10 dicembre nella cattedrale dell'Immacolata Concezione. Durante i dieci anni di episcopato a Mobile, fondò otto parrocchie e due decanati, dedicò dodici chiese, fondò due scuole ed eresse un convento. Dedicò diverse altre istituzioni, tra cui centri parrocchiali, case per anziani e una nuova ala e l'unità di terapia intensiva dell'ospedale di Providence.
Continuò ad attuare le riforme liturgiche del Concilio Vaticano II, autorizzando i laici a distribuire l'Eucaristia, la ricezione della stessa nella mano e stabilendo un nuovo rito per il sacramento della penitenza. Fondò il ministero della pastorale giovanile, il consiglio pastorale diocesano e il consiglio diocesano per l'educazione cattolica. Stabilì un programma di pensionamento per tutti i dipendenti laici, un nuovo programma di assicurazione sanitaria, un programma di preparazione al matrimonio e iniziative pro-life. Nel 1977 impose un limite di durata di sei anni per i mandati dei parroci della diocesi. Nel 1979 ordinò la prima classe di diaconi permanenti.
Il 24 gennaio 1980 papa Giovanni Paolo II lo nominò arcivescovo metropolita di Saint Louis. Prese possesso dell'arcidiocesi il 25 marzo successivo nella cattedrale di Saint Louis. Durante i dodici anni di episcopato si dimostrò molto impegnato nell'ecumenismo e nell'armonia razziale. Incoraggiò un dialogo attivo tra i cristiani di tutte le confessioni e ordinò monsignor James Terry Steib, primo vescovo ausiliare afroamericano di Saint Louis. Nominò anche il primo chief financial officer dell'arcidiocesi e la prima donna come sovrintendente delle scuole cattoliche. Come aveva fatto a Mobile, avviò un programma di auto-assicurazione nell'arcidiocesi e migliorò il programma di pensionamento per i dipendenti laici.
Fu difensore dei poveri e dei senzatetto, ampliò notevolmente i programmi delle organizzazioni caritatevoli cattoliche e avviò un programma pro-life per assistere direttamente le donne con gravidanze in situazioni difficili. A causa del calo del numero di seminaristi, monsignor May fu costretto a consolidare il sistema del seminario arcidiocesano. Nel 1987 accorpò il Cardinal Glennon College e il Kenrick Seminary per formare il Kenrick-Glennon Seminary. Nel 1990, con suor Mary Ann Eckhoff e l'imprenditore Robert A. Brooks, istituì la "Today and Tomorrow Educational Foundation".
Fu presidente della Conferenza dei vescovi cattolici degli Stati Uniti dal 1983 al 1986.
Nel luglio del 1992 gli fu diagnosticato un tumore cerebrale. Il 9 dicembre successivo papa Giovanni Paolo II accettò la sua rinuncia al governo pastorale dell'arcidiocesi per motivi di salute.
Morì in una casa di cura di Saint Louis il 31 marzo 1994 all'età di 71 anni. È sepolto nella cripta della cattedrale di Saint Louis.

## Genealogia episcopale e successione apostolica
La genealogia episcopale è:
- Cardinale Scipione Rebiba
- Cardinale Giulio Antonio Santori
- Cardinale Girolamo Bernerio, O.P.
- Arcivescovo Galeazzo Sanvitale
- Cardinale Ludovico Ludovisi
- Cardinale Luigi Caetani
- Cardinale Ulderico Carpegna
- Cardinale Paluzzo Paluzzi Altieri degli Albertoni
- Papa Benedetto XIII
- Papa Benedetto XIV
- Cardinale Enrico Enriquez
- Arcivescovo Manuel Quintano Bonifaz
- Cardinale Buenaventura Córdoba Espinosa de la Cerda
- Cardinale Giuseppe Maria Doria Pamphilj
- Papa Pio VIII
- Papa Pio IX
- Cardinale Raffaele Monaco La Valletta
- Cardinale Diomede Angelo Raffaele Gennaro Falconio, O.F.M.Ref.
- Vescovo Joseph Chartrand
- Cardinale Joseph Elmer Ritter
- Cardinale John Patrick Cody
- Arcivescovo John Lawrence May

La successione apostolica è:
- Arcivescovo Oscar Hugh Lipscomb (1980)
- Vescovo Edward Joseph O'Donnell (1984)
- Vescovo James Terry Steib, S.V.D. (1984)
- Vescovo John Joseph Leibrecht (1984)
- Vescovo Paul Albert Zipfel (1989)